# Ossario del monte Cimone
Il sacello-ossario del monte Cimone è un ossario militare della prima guerra mondiale e si trova sul monte Cimone di Tonezza, in provincia di Vicenza.

## Storia
Durante la Grande Guerra, alle ore 5:45 del 23 settembre 1916, 14 200 kg di sostanze esplosive furono fatte brillare dall'esercito austro-ungarico, sconvolgendo per sempre la vetta del monte Cimone e seppellendo vivi centinaia di soldati italiani che la presidiavano: la montagna era infatti diventata un punto di fondamentale importanza dopo l'Offensiva di Primavera scatenata dalle truppe imperiali.
Nel primo dopoguerra furono recuperati i resti di 1 210 caduti (tutti ignoti), i quali furono inumati in un unico vano costituente il vero e proprio ossario. Nell'unico vano dove sono stati sepolti i caduti alla sua morte è  stato sepolto anche l'ingegnere Thom Cevese (1886–1947) che lo progettò.
L'ossario venne inaugurato il 28 settembre 1929 alla presenza del principe Umberto di Savoia.
L'ossario del monte Cimone è poi diventato, insieme a quelli del Pasubio, del monte Grappa e del Leiten, simbolo della provincia di Vicenza. È raffigurato anche nello stemma del comune di Tonezza del Cimone.

I quattro ossari nello stemma della provincia di Vicenza: l'ossario del Pasubio, l'ossario del monte Cimone, il sacrario militare di Asiago e il sacrario militare del monte Grappa